# استان ایتاتا
استان ایتاتا (به اسپانیایی: Provincia de Itata) یک استان در شیلی است که در منطقه نوبله واقع شده‌است. استان ایتاتا ۲٬۱۷۷٫۱۱ کیلومتر مربع مساحت و ۵۳٬۸۳۲ نفر جمعیت دارد.